# Halocosa cereipes
Espèce
Synonymes
- Lycosa cereipes L. Koch, 1878
- Evippa apsheronica Marusik, Guseinov & Koponen, 2003

Halocosa cereipes est une espèce d'araignées aranéomorphes de la famille des Lycosidae.

## Distribution
Cette espèce se rencontre en Ukraine, en Russie, en Azerbaïdjan, en Iran, au Turkménistan, au Tadjikistan, au Kazakhstan et en Chine,.

## Habitat
Cette espèce se rencontre dans les marais et prés salés.

## Description
Les mâles mesurent de 6,40 à 9,80 mm et les femelles de 9,20 à 12,60 mm.

## Systématique et taxinomie
Cette espèce a été décrite sous le protonyme Lycosa cereipes par L. Koch en 1878. Elle est placée dans le genre Pirata par Roewer en 1955 puis dans le genre Halocosa par Azarkina et Trilikauskas en 2019.
Evippa apsheronica a été placée en synonymie par Azarkina et Trilikauskas en 2019.

## Publication originale
- L. Koch, 1878 : « Kaukasische Arachnoiden. » Naturwissenschaftliche Beiträge zur Kenntniss der Kaukasusländer, vol. 3, p. 36-71.